# Château de Vesvrotte
 (avril 2023).
- Si vous ne connaissez pas le sujet, laissez ce bandeau (vous pouvez alors contacter les auteurs).
- Si vous supprimez le contenu mis en cause (vous pouvez préalablement contacter les auteurs),

argumentez précisément cette suppression dans la page de discussion
(un manque de référence n'est pas un argument ; une recherche réelle de référence doit avoir été effectuée, être formellement documentée).
Le château de Vesvrotte est une ancienne maison-forte située à Beire-le-Châtel (Côte-d'Or) en Bourgogne-Franche-Comté .

## Localisation
Le château est situé à l'est du chef-lieu au hameau de Vesvrotte accessible par la RD 112e.

## Historique
Au XIIe siècle plusieurs seigneurs dépendants de l'abbaye Saint-Pierre de Bèze, se partagent le village. Une seigneurie laïque relevant de Guillaume de Vergy, seigneur de Mirebeau, apparaît au siècle suivant et construit une première tour. En 1311 Haymonin de Vesvrotte, tient son fief de l’abbaye Saint-Bénigne. En septembre 1591, le marquis de Tavanne assiège le château. Après divers rachats et successions, il revient à François Badoux, trésorier de France. qui le rénove en 1678. Le colombier est érigé en 1732, la chapelle dans la deuxième moitié du XVIIIe siècle[réf. souhaitée].  
Après plusieurs changements de propriétaires, Louis-Édouard de Salvaing de Boissieu acquiert le château en 1832 et fait rebâtir et décorer la chapelle dix ans plus tard. Le bâtiment principal est profondément remanié par ses descendants à la fin du XIXe siècle. Les fossés sont comblés, deux tours rondes et deux tourelles sont ajoutées. Ultérieurement les parties hautes du donjon sont transformées en séchoir à houblon. En 1967 le logis inoccupé subit es dégradations ; la façade sculptée par Louis Joseph Moreauest démontée pour être vendue aux enchères et l’étang du parc est comblé avec les pierres de démolition[réf. souhaitée].

## Architecture
Le corps principal d'habitation couvert d'ardoises, est bordé par une longue terrasse d'où il est accessible par un escalier monumental. La cour d'honneur arbore une tour polygonale à trois niveaux reliant les deux corps de bâtiment. Au sud, une courte aile en retour d'équerre est encadrée par les deux tours circulaires flanquées de tourelles. Une imposante tour circulaire abrite la chapelle et le donjon rectangulaire à quatre étages a gardé les traces de hourdage. Quelques dépendances méritent d'être citées comme le colombier rond ou un pavillon semblant être l'ancienne orangerie.